# Boterletter
Boterletter, também chamado de banketletter, é uma iguaria de massa folhada típica dos Países Baixos. A massa é recheada de pasta de amêndoas no formato de uma letra, geralmente O, S, M ou W. A receita costuma ser consumida no período das festividades de Sinterklaas e Natal.

## Características
Uma das primeiras referências escritas às botterletters está no romance Max Havelaar, de 1859. O nome boterletter (lit. "letra de manteiga") é utilizado concomitantemente com banketletter (lit. "letra de confeito"), da qual a massa folhada é feita apenas com manteiga. O nome bankestaaf é utilizado para confecções similares de formato cilíndrico.
A receita é relativamente simples, sendo composta apenas de uma camada de massa folhada em torno de um cilindro de amandelspijs moldada no formato de uma letra. Apesar da boterletter original ser recheada com pasta de amêndoas, há versões da receita que utilizam em seus recheios pastas de custo menor. Os substitutos mais comum para a pasta de amêndoas são feijões brancos e caroços de damasco triturados; as pastas feitas desses ingredientes são conhecidas como banketbakkersspijs (lit. "pasta de confeiteiro").

## Origem
A origem da tradição da produção e consumo de boterletters durante as festas de Sinterklaas são traçadas às celebrações de inverno dos povos germânicos. No antigo paganismo germânico, acreditava-se que o deus Odin havia presenteado a humanidade com o alfabeto de sua criação. Durante os banquetes do solstício de inverno, bolos com inscrições de runas eram comidos e oferecidos aos deuses. Com o tempo e a proximidade das datas comemorativas, a figura de Sinterklaas e a do deus Odin foram se mesclando, e as celebrações e tradições idem.